# Johnny Sample
(en) Statistiques sur pro-football-reference
John B. Sample Jr., né le 15 juin 1936 à Cape Charles et mort le 26 avril 2005 à Philadelphie, est un joueur américain de football américain.

## Biographie

### Enfance
Sample étudie à la Overbrook High School de la ville de Philadelphie au même moment que Wilt Chamberlain,.

### Carrière

#### Université
Étudiant au Maryland State College, ancien nom de l'université du Maryland Eastern Shore, Sample évolue dans plusieurs sections au sein de la faculté, développant ses talents en football américain sur plusieurs postes, en athlétisme avec le lancer du poids et en baseball, recevant pour ce sport le titre de joueur de l'année 1958 de la Central Intercollegiate Athletic Association et quatre championnats de cette même conférence.

#### Professionnel
Johnny Sample est sélectionné au septième tour de la draft 1958 de la NFL au soixante-dix-neuvième choix. Pour son année de rookie, il remporte le championnat NFL avec les Colts et s'impose ensuite en NFL comme defensive back et punt returner,. Sample commence à se forger une réputation de joueur dur dans ses actions et de provocateur, utilisant le trash-talking, devenant également l'un des premiers défenseurs à analyser le jeu des receveurs adverses.
En 1961, Sample est échangé aux Steelers de Pittsburgh contre un choix haut dans la draft 1962 et est nommé dans l'équipe de la saison pour l'UPI grâce notamment à ses huit interceptions lors de la saison et son retour pour un touchdown,. Après une saison 1962 où il n'apparaît que lors de six matchs, il est échangé aux Redskins de Washington et dispute trois saisons pleines avant de terminer sa carrière chez les Jets de New York où il remporte le Super Bowl III, match durant lequel il intercepte une passe,.